# Carlo Zen (autore)
Carlo Zen (カルロ・ゼン; ...) è uno scrittore giapponese.

## Carriera
Carlo Zen è principalmente conosciuto grazie alla serie di light novel Saga of Tanya the Evil, che ha pubblicato sul sito web Arcadia fino a quando, a giugno del 2013, il primo volume della serie è stato pubblicato da Enterbrain.
In seguito la serie ha ricevuto un adattamento manga, due serie televisive anime, di cui la seconda ancora in produzione e un film. In Italia sono disponibili il manga, edito da Panini Comics sotto l'etichetta Planet Manga e l'anime, distribuito da Crunchyroll. Per quanto riguarda la lingua inglese, la serie di light novel e il manga sono stati tradotti in inglese da Yen Press.

## Lavori

### Light novel
- Saga of Tanya the Evil (幼女戦記?, Yōjo senki, lett. "Le cronache militari di una ragazzina")(Illustrata da Shinobu Shinotsuki, pubblicata da Enterbrain, 12 volumi, 2013-)
- Yakusoku no kuni (約束の国? lett. "Il paese promesso") (Character design di Shinobu Shinotsuki, illustrata da Hidetoshi Iwamoto, pubblicata da Seikaisha FICTIONS, 4 volumi, 2014-2017)
- Seventh Dragon 3 UE72 Mikan no yūma (セブンスドラゴン3 UE72 未完のユウマ?) (Storia originale di Sega, illustrata da Shirow Miwa, pubblicato da Seikaisha FICTIONS, 2016)
- Jyūma taisen okotahakarigoto renri (銃魔大戦 怠謀連理?) (Illustrata da Mura, pubblicata da Enterbrain, 2016)
- Yakitori (ヤキトリ?) (Illustrata da so-bin, pubblicata da Hayakawa Bunko JA, 2 volumi, 2017–)

### Manga
- Saga of Tanya the Evil (幼女戦記?, Yōjo senki) (character design di Shinobu Shinotsuki, disegnato da Chika Tōjō, pubblicato da Comp Ace, 21 volumi, 2016-)
- Baikoku kikan (売国機関? lett. "Periodo di tradimento") (Disegnato da Yoshinao Shina, pubblicato da Kurage Bunch, 5 volumi, 2018-)
- Taylor kyōju no ayashii jyugyō (テロール教授の怪しい授業?) (Disegnato da Ten Ishida, pubblicato da Morning, 3 volumi, 2018-)

### Scenari di gioco
- Chaos Dragon konton sensō (ケイオスドラゴン 混沌戦争?) (scenario Vallagan kyōwakoku renbō (ヴァラガン共和国連邦?))
- Jyūma no reza nation (銃魔のレザネーション?) (creatore originale, scenario)